# Catherine Salée
Pour les articles homonymes, voir Salée.
Catherine Salée est une actrice belge.

## Filmographie

### Cinéma
- 2004 : Folie privée de François Pirot : Pascale
- 2005 : Le Couperet de Costa-Gavras : Lydia
- 2006 : Ça rend heureux de Joachim Lafosse : Anne
- 2006 : Nue Propriété de Joachim Lafosse : l'amie de Jan
- 2007 : Le Crabe de Xavier Séron et Christophe Hermans
- 2008 : La Vie qui va avec (court métrage) d'Emmanuel Marre : Sarah
- 2008 : Classes vertes de Alexis Van Stratum
- 2011 : Mauvaise lune (court métrage) de Méryl Fortunat-Rossi et Xavier Seron : Catherine
- 2012 : Chantou de Marion Cozzutti : Chantal
- 2012 : Mobile Home de François Pirot : Valérie
- 2012 : Ombline de Stéphane Cazes : Isabelle
- 2012 : Torpedo de Matthieu Donck : Françoise
- 2012 : UHT  (court-métrage) de Guillaume Senez : Sophie
- 2013 : La Vie d'Adèle d'Abdellatif Kechiche : la mère
- 2013 : Post partum de Delphine Noels : Delphine
- 2013 : Partouze (court-métrage) de Matthieu Donck
- 2014 : Deux jours, une nuit des frères Dardenne : Juliette
- 2014 : Sœur Oyo (court métrage) de Monique Mbeka Phoba :
- 2014 : Le Désarroi du flic socialiste Quechua (moyen métrage) d'Emmanuel Marre : elle
- 2014 : Melody de Bernard Bellefroid : Catherine
- 2014 : Taxistop (court métrage) de Marie Enthoven : Patsi
- 2015 : L'Ours noir (court métrage) de Méryl Fortunat-Rossi et Xavier Seron : Béa
- 2015 : Une mère de Christine Carrière : l'amie prof de danse
- 2015 : La Tête haute d'Emmanuelle Bercot : Gladys Vatier
- 2015 : Keeper de Guillaume Senez : Nathalie
- 2015 : Les Chevaliers blancs[1] de Joachim Lafosse : Sophie
- 2016 : 50 Days in the Desert (documentaire) de Fabrizio Maltese
- 2016 : Le plombier (court-métrage) de Méryl Fortunat-Rossi et Xavier Seron : Catherine
- 2016 : Les Tubes (court-ménage) de Xavier Seron et Matthieu Donck : l’ex-copine
- 2016 : Je me tue à le dire de Xavier Seron : The doctor
- 2016 : L'Économie du couple de Joachim Lafosse : amie à la soirée
- 2017 : Drôle de père d'Amélie van Elmbt : la femme à la
- 2017 : Light Thereafter de Konstantin Bojanov : mère de julie
- 2017 : May Day (court-métrage) de Fedrik De Beul : Catherine
- 2017 : Marvin ou la Belle Éducation d'Anne Fontaine : Odile Bijoux
- 2017 : Even Lovers Get the Blues de Laurent Micheli
- 2017 : Eclipse (court-métrage) de Méryl Fortunat-Rossi et Xavier Seron : tata
- 2017 : Marlon (court-métrage) de Jessica Palud : la juge
- 2017 : Ce qui nous tient (court-métrage) de Yann Chemin : la mère
- 2017 : Kapitalistis de Pablo Muños Gomez : la conseillère Pôle Emploi
- 2018 : L’alerte (téléfilm) de Moira Pitteloud et Gillo Caldotempo : Irène Soussian
- 2018 : Des fleurs (court-métrage) de Baptiste Petit-Gats :
- 2018 : Trop Belge Pour Toi de Méryl Fortunat-Rossi, Xavier Seron, Raphaël Balboni, Ann Sirot et Pablo Muños Gomez
- 2018 : Yasmina (court-métrage) de Claire Cahen et Ali Esmili : Isabelle
- 2019 : Un monde plus grand de Fabienne Berthaud : la psychiatre
- 2019 : Revenir de Jessica Palud : l'infirmière
- 2020 : Nuage de Joséphine Darcy Hopkins : la mère
- 2020 : Il est elle (téléfilm) de Clément Michel : Dr. Allevitch
- 2021 : Inexorable de Fabrice Du Welz : la journaliste
- 2021 : Ils sont vivants de Jérémie Elkaïm : Marjorie
- 2022 : Bruxa de Cristèle Alves Meira : Cathie
- 2022 : Maria rêve de Lauriane Escaffre et Yvo Muller : Brigitte
- 2022 : Ailleurs si j'y suis de François Pirot
- 2022 : Alma viva de Cristèle Alves Meira : copine française de l'oncle de Salomé[2]
- 2023 : Le Prix du passage de Thierry Binisti : Irène
- 2023 : Amal : Un esprit libre de Jawad Rhalib : Directrice lycée
- 2023 : La Fille d’Albino Rodrigue de Christine Dory
- 2024 : Pendant ce temps sur Terre de Jérémy Clapin : Annick
- 2024 : Le Film de sa vie (court-métrage) de Jules Carrin
- 2025 : La Venue de l'avenir de Cédric Klapisch : la patronne du Rat Mort
- 2025 : L’Âge mûr de Jean-Benoît Ugeux : Vinciane

### Télévision
- 2016 : La Trêve[3] de Matthieu Donck (série télévisée) : Brigitte Fischer
- 2017 : J'ai deux amours de Clément Michel (mini série télévisée) : Françoise
- 2019 : Jeux d'influence de Jean-Xavier de Lestrade (mini série télévisée) : Evelyne Rostand
- 2023 : Dans l'ombre de Pierre Schoeller : la Walkyrie

## Théâtre
- 2013 : Le Fond des mers de Guillemette Laurent[4]
- 2014: Album ou Les chevaliers, c’est une autre histoire de Véronique Dumont [5]
- 2016 : Trois ruptures de Bruno Emsens[6]
- 2017 : La Musica deuxième (passages de la pièce)[7]
- 2018 : Le Pélican de Jeanne Dandoy [8]

- 2021 : Intime Festival, chapitre 9 (festival littéraire au théâtre de Namur) : Lecture du livre « À la folie » de Joy Sorman[9]
- 2021 : Phédre(s) de Pauline d’Ollone [10]
- 2021-2022 : Je vous ai préparé un petit biotruc au four de Marielle Pinsard [11]
- 2023 : Peer Gynt de Guillemette Laurent et Yoann Blanc[12]
- 2023 : Écoute ! d’Ifeoma Fafunwa - Théâtre Varia[13]

## Distinctions

### Récompenses
- 2008 : Prix de la critique (Belgique) : meilleur comédienne pour 4,48 psychose de Sarah Kane [14]

- 2009 : Prix d’interprétation féminine pour La Vie qui va avec de Emmanuel Marre et Classes vertes de Alexis Stratum[15]

- 2012 : Festival Jean Carmet de Moulins : Prix d’interprétation féminine dans un second rôle pour Mobile Home de François Pirot [16]

- 2012 : Festival Jean Carmet de Moulins : Prix du meilleur jeune espoir féminin dans UHT de Guillaume Senez[16]

- Magritte 2014 : Meilleure actrice dans un second rôle pour La Vie d'Adèle : Chapitres 1 et 2[17]
- 2016 : Festival Jean Carmet de Moulins : Prix d’interprétation féminine dans un second rôle ex aequo avec Laetitia Dosch pour Keeper de Guillaume Senez [18]

### Nominations
- Magritte 2013 : meilleure actrice dans un second rôle pour Mobile Home de François Pirot[19]

- Magritte 2015 : meilleure actrice dans un second rôle pour Deux jours, une nuits des frères Dardenne[20]